# 近藤直子 (教育学者)
近藤 直子（こんどう なおこ、1950年7月2日-　）は、日本の教育心理学者、日本福祉大学教授。
東京生まれ、大阪育ち。1973年京都大学教育学部教育心理学科卒、1977年同大学院博士課程満期退学。1973-1977年大阪府狭山保健所発達相談員、1978年名古屋市港保健所発達相談員、1977年日本福祉大学女子短期大学部講師、助教授、日本福祉大学子ども発達学部教授・2009年副学長。全国発達支援通園事業連絡協議会会長、全国障害者問題研究会愛知支部長。夫は近藤郁夫。

## 著書
- 『発達の芽をみつめて』全国障害者問題研究会出版部 1989
- 『子育て楽しんでますか? わたしの街の子育て支援』かもがわ出版 1997
- 『楽しくのんびりみんなで子育て 子どもをとりまく大人の発達保障』全国障害者問題研究会出版部 2002
- 『続・発達の芽をみつめて』全国障害者問題研究会出版部 2009
- 『1歳児のこころ 大人との関係の中で育つ自我』ひとなる書房 2011
- 『自分を好きになる力 豊かな発達保障をめざして』クリエイツかもがわ 2012
- 『「育てにくい」と感じたら 親・保育者のための子育て応援BOOK』ひとなる書房 2014

### 共編著
- 『ぐんぐん伸びろ発達の芽 はじめて発達を学ぶあなたへ』編 全国障害者問題研究会出版部 1995
- 『子どもと青年の心の援助』竹中哲夫,加藤幸雄共編著 ミネルヴァ書房 心理・福祉臨床の実践 2000
- 『親子で語る保育園っ子が20歳になるまで 超忙し母さん夢見る父さんのマイウェイ子育て』近藤郁夫, 近藤暁夫共著 ひとなる書房 2001
- 『障害乳幼児の地域療育』白石正久共編 全国障害者問題研究会出版部 2003
- 『あなたの街にも発達支援の場を 笑顔の子育て「児童デイサービス」』全国発達支援通園事業連絡協議会共編著 クリエイツかもがわ 2004
- 『テキスト障害児保育 新版』白石正久,中村尚子共編 全国障害者問題研究会出版部 2005
- 『笑顔がひろがる子育てと療育 発達支援の場を身近なところに』全国発達支援通園事業連絡協議会共編著 クリエイツかもがわ 2010
- 『ていねいな子育てと保育 児童発達支援事業の療育』全国発達支援通園事業連絡協議会共編著 クリエイツかもがわ 2013

## 注
1. ↑  『現代日本人名録』2002年
2. ↑  日本福祉大学研究者情報
3. ↑  『親子で語る保育園っ子が20歳になるまで 』